# (199688) Kisspéter
(199688) Kisspéter est un astéroïde de la ceinture principale.

## Description
(199688) Kisspeter est un astéroïde de la ceinture principale. Il fut découvert le 21 avril 2006 à Piszkesteto par Krisztián Sárneczky. Il présente une orbite caractérisée par un demi-grand axe de 3,07 UA, une excentricité de 0,11 et une inclinaison de 11,3° par rapport à l'écliptique.

## Compléments